# Korba (Tunisia)
Korba (in arabo قربة‎?) è una città costiera della Tunisia sita nei pressi di Capo Bon e appartenente al governatorato di Nabeul. La città conta 34.807 abitanti nel 2004 ed è un importante centro turistico della regione assieme alle vicine Nabeul e Hammamet.
Korba corrisponde all'antica città romana di Curubis.
Nel 1931 vi fu costruito il primo ponte ad arco della Tunisia.